# Paul Verhoeven (réalisateur allemand)
Cet article concerne le réalisateur allemand (1901-1975). Pour le réalisateur néerlandais (né en 1938), voir Paul Verhoeven.
Pour les articles homonymes, voir Verhoeven.
Paul Verhoeven est un acteur et réalisateur allemand, également scénariste et directeur de théâtre, né à Unna (Allemagne) le 23 juin 1901, mort à Munich le 22 mars 1975.

## Parcours
Acteur de théâtre à l'origine, il joue au cinéma de 1933 à 1973, et à la télévision, dans des téléfilms et séries, de 1955 à 1975.
Réalisateur, il dirige des films entre 1937 et 1962, et des téléfilms entre 1959 et 1972.
Enfin, comme scénariste, il écrit pour le cinéma de 1936 à 1957, et également pour quatre téléfilms entre 1960 et 1967.
Il est le père de l'actrice Lis Verhoeven (de) (née en 1931) et du réalisateur Michael Verhoeven (1938-2024).
Therese Giehse meurt le 3 mars 1975, trois jours avant son 77e anniversaire, à Munich. Lors de l'hommage rendu au Kammerspiele de la ville, le réalisateur allemand Paul Verhoeven s'écroule, terrassé par un infarctus, alors qu'il venait d'entamer son discours à la mémoire de l'actrice.

## Filmographie

### Acteur
(sélection)

#### Cinéma
- 1936 : L'Empereur de Californie (Der Kaiser von Kalifornien) de Luis Trenker
- 1938 : Les étoiles brillent (Es leuchten die Sterne) de Hans H. Zerlett
- 1938 : Notre petite femme (Unsere kleine Frau, + version italienne : Mia moglie si diverte) (+ réalisateur)
- 1940 : Les Trois Codonas (Die Drei Codonas) d'Arthur Maria Rabenalt
- 1942 : Une nuit à Venise (Die Nacht in Venedig) (+ réalisateur)
- 1942 : L'Implacable Destin (+ réalisateur)
- 1943 : Un homme heureux (Ein glücklicher Mensch) (+ réalisateur)
- 1944 : Philharmoniker (de) (+ réalisateur)
- 1951 : Die Schuld des Dr. Homma (de) (+ réalisateur)
- 1951 : Romance d'Heidelberg (Heildelberger Romanze) (+ réalisateur)
- 1952 : Ein ganz großes Kind (de) (+ réalisateur)
- 1953 : Cœurs du Prater (de) (Praterherzen) (+ réalisateur)
- 1954 : Le Beau Danube bleu (Ewiger Walzer) (+ réalisateur)
- 1959 : Pris au piège (de) (Menschen im Netz) de Franz Peter Wirth
- 1967 : Danse macabre (Paarungen) de Michael Verhoeven

#### Télévision
(téléfilms)
- 1961 : Hamlet, Prinz von Dänemark de Franz Peter Wirth
- 1965 : César et Cléopâtre (Caesar und Cleopatra) de Hans-Dieter Schwarze
- 1965 : Le Beau Danube bleu (An der schönen blauen Donau) de John Olden
- 1966 : Der Fall Mata Hari (+ réalisateur)
- 1967 : Der Panamaskandal (+ réalisateur)
- 1968 : Le Roi Richard II (König Richard II) de Franz Josef Wild
- 1975 : Comenius de Stanislav Barabáš

### Réalisateur
(filmographie complète)

#### Cinéma
- 1937 : La Chauve-Souris (Die Fledermaus)
- 1938 : Lendemain de divorce (Der Tage nach der Scheidung)
- 1938 : Notre petite femme (Unsere kleine Frau, + version italienne : Mia moglie si diverte)
- 1939 : Voiture-salon E 417 (Salonwagen E 417)
- 1939 : Quatuor (Renate im Quartett)
- 1939 : De l'or à New Frisco ? (de) (Gold in New Frisco)
- 1940 : Soupçons (Aus erster Ehe)
- 1942 : Une nuit à Venise (Die Nacht in Venedig)
- 1942 : Je t'attends (Der Fall Rainer)
- 1942 : L'Implacable Destin (Der große Schatten)
- 1943 : Un homme heureux (Ein glücklicher Mensch)
- 1944 : Das Konzert (de)
- 1944 : Philharmoniker (de)
- 1949 : Le Petit Concert (de) (Das kleine Hofkonzert)
- 1949 : Du bist nicht allein (de)
- 1950 : Dieser Mann gehört mir (de)
- 1950 : Cœur de pierre (Das kalte Herz)
- 1951 : Ève en habit (de) (Eva im Frack)
- 1951 : Die Schuld des Dr. Homma (de)
- 1951 : Romance d'Heidelberg (Heildelberger Romanze)
- 1952 : Ein ganz großes Kind (de)
- 1952 : Ça peut arriver à tout le monde (de) (Das kann jedem passieren)
- 1953 : Cœurs du Prater (de) (Praterherzen)
- 1953 : Voyage de noces (de) (Hochzeit auf Reisen)
- 1953 : N'oublie pas l'amour (de) (Vergiß die Liebe nicht)
- 1954 : Une femme de tête (de) (Eine Frau von heute)
- 1954 : Reine de mon cœur (de) (Hoheit lassen bitten)
- 1954 : Le Beau Danube bleu (Ewiger Walzer)
- 1955 : Le Procès d'une mère (de) (Ich weiß, wofür ich lebe)
- 1955 : Roman d'une adolescente (Roman einer Siebzehnjährigen)
- 1956 : Le Pont d'or (de) (Die goldene Brücke)
- 1956 : Lily Marlène (...wie einst Lili Marleen)
- 1957 : Chaque nuit dans un autre lit (de) (Jede Nacht in einem anderen Bett)
- 1957 : Aimée de tous (Von allen geliebt)
- 1960 : Les Dépravés (de) (Der Jugendrichter)
- 1962 : Le Cœur d'une mère (de) (Ihr schönster Tag)

#### Télévision
(téléfilms)
- 1959 : Die Selige Edwina Black
- 1960 : Der Fehltritt
- 1960 : Die große Wut des Philip Holz
- 1960 : Das Lied der Taube
- 1961 : Die Sache mit dem Ring
- 1962 : Peter Pan
- 1962 : Bedaure, falsch verbunden
- 1963 : Zweierlei Maß
- 1963 : Geliebt in Rom
- 1963 : Mamselle Nitouche
- 1963 : Kleider machen Leute
- 1965 : Vor Nachbarn wird gewarnt
- 1966 : Der Fall Jeanne d'Arc
- 1966 : Der Fall Mata Hari
- 1967 : Liebe für Liebe
- 1967 : Der Panamaskandal
- 1967 : Gottes zweite Garnitur
- 1971 : Der Hitler-Ludendorf Prozeß
- 1972 : Verdacht gegen Barry Croft

### Scénariste
(filmographie complète — également réalisateur, sauf mention contraire —)

#### Cinéma
- 1936 : Du même titre (Das Hofkonzert) de Douglas Sirk
- 1938 : Lendemain de divorce (Der Tage nach der Scheidung)
- 1938 : Notre petite femme (Unsere kleine Frau, + version italienne : Mia moglie si diverte)
- 1939 : Quatuor (Renate im Quartett)
- 1940 : Soupçons (Aus erster Ehe)
- 1942 : Je t'attends (Der Fall Rainer)
- 1944 : Philharmoniker (de)
- 1945 : Le Petit Concert (de) (Das kleine Hofkonzert)
- 1949 : Du bist nicht allein (de)
- 1950 : Cœur de pierre (Das kalte Herz)
- 1953 : Voyage de noces (de) (Hochzeit auf Reisen)
- 1953 : N'oublie pas l'amour (de) (Vergiß die Liebe nicht)
- 1954 : Une femme de tête (de) (Eine Frau von heute)
- 1954 : Reine de mon cœur (de) (Hoheit lassen bitten)
- 1954 : Le Beau Danube bleu (Ewiger Walzer)
- 1955 : Roman d'une adolescente (Roman einer Siebzehnjährigen)
- 1956 : Lily Marlène (...wie einst Lili Marleen)
- 1957 : Aimée de tous (Von allen geliebt)

#### Télévision
(téléfilms)
- 1960 : Die Große Wut des Philip Holz
- 1963 : Zweierlei Maß
- 1965 : Vor Nachbarn wird gewarnt
- 1967 : Gottes zweite Garnitur